# Unterwürschnitz
Unterwürschnitz ist ein Ortsteil der Gemeinde Mühlental im sächsischen Vogtlandkreis.

## Geographie
Unterwürschnitz liegt westlich von Marieney, nördlich von Elstertal und östlich von Hundsgrün im Süden des Vogtlandes und in der südlichen Mitte des Vogtlandkreises auf einer Höhe von 440 bis 510 m im Naturraum Vogtland nahe des Verlaufes der B 92. Südlich des Dorfes verläuft der Würschnitzbach.
Der Ort lässt sich in zwei Teile gliedern: Den unterhalb der Kirche liegenden, der slawischen Ursprungs ist sowie den oberhalb der Kirche gelegenen, der deutschen Ursprungs ist.

## Geschichte
Unterwürschnitz ist spätestens 1328 als Wirseniz erstmals erwähnt. Spätere Namensformen sind Nydern Byrsenicz (1378), Wirsnitz (1383, 1420 – 40), grossen Wirschnicz (1441), Niderwirßnicz (1445), Unnterwirsnitz (1460), Nyderwirßnitz (1467), Wirßnitz (1497), Untern Wirschnitz (1533), Unterwirßnitzs (1542), Unterwirschnitz (1640) und Unter Wierschnitz (1768).

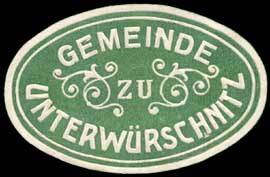
Siegelmarke der Gemeinde Unterwürschnitz

1542 war Unterwürschnitz anteilsweise Amtsdorf, teils der Pfarre Oelsnitz und dem Deutschen Ritterorden zu Plauen zugehörig. 1378 gehörte der Ort zum castrum Voigtsberg; später zum Amt Voigtsberg im Vogtländischen Kreis und später zum Gerichtsamt Oelsnitz, der Amtshauptmannschaft Oelsnitz und dem (Land-)Kreis Oelsnitz sowie schließlich dem heutigen Vogtlandkreis. 1973 wurde Oberwürschnitz nach Unterwürschnitz eingemeindet. Diese Gemeinde ging 1994 mit den Gemeinden Hermsgrün-Wohlbach, Marieney und Tirschendorf in der Gemeinde Mühlental auf.
| Jahr          | 1834 | 1871 | 1890 | 1910 | 1925 | 1939 | 1946 | 1950 | 1964 | 1990 |
| ------------- | ---- | ---- | ---- | ---- | ---- | ---- | ---- | ---- | ---- | ---- |
| Einwohnerzahl | 277  | 338  | 290  | 337  | 373  | 351  | 434  | 421  | 321  | 313  |

1583 lebten im Ort 24 besessene Mann und 2 Häusler; 1764 waren es ebenso viele besessene Mann, aber 6 Häusler. 1925 waren 356 Einwohner Lutheraner, 10 Katholiken und 7 waren andersgläubig.
Das Vogtland ist eines der Gebiete in Deutschland, in denen erstmals Kartoffeln (vogtländisch Erpfel) angebaut wurde. Bereits Mitte des 17. Jahrhunderts, und damit beispielsweise vor dem Anbau in Niederauerbach, baute der Unterwürschnitzer Hans Wolf Kummerlöw „Vogtländische Knollen“ an. In Erinnerung daran wurde der Vogtländische Knollensteig angelegt. Vermutlich wurde die Kirche in Unterwürschnitz bereits im 13. Jahrhundert erbaut.

## Belege
1. ↑  Unterwürschnitz – Gemeinde Mühlental. Abgerufen am 17. Dezember 2023.
2. ↑  Würschnitz, Unter- – HOV | ISGV. Abgerufen am 17. Dezember 2023.
3. ↑  Unterwürschnitz – Gemeinde Mühlental. Abgerufen am 17. Dezember 2023.
4. ↑  Vogtländischer Knollensteig. Abgerufen am 17. Dezember 2023.